# Яліміт
Яліміт — рідкісний мінерал, природна форма сульфоалюмінату кальцію, Са4(AlO2)6SO3. Умовно належить до групи содаліту. Свою назву він отримав від гори в басейні Хатрурім на захід від Мертвого моря — Гар Ялім, де його вперше знайшла Шуламіт Ґросс (1984). Встановлений також в базальтовому кар'єрі в австрійському районі Радкерсбург (Штирія). Також виявлений у продуктах горіння вугільних відвалів.
Мінерал має кубічну сингонію та розмір елементарної комірки 1,8392 нм, його легко виявляють та кількісно визначають у сумішах методом порошкової рентгенівської дифракції.

## Утворення в цементі
Мінерал яліміт також відомий під назвою «сполука Клейна», на честь Олександра Клейна з Каліфорнійського університету (Берклі), який експериментував із сульфоалюмінатними цементами 1960 року, хоча вперше його описала у 1957 році Рагозіна. Синтетичний яліміт найчастіше зустрічається як складова сульфоалюмінатних цементів. Також періодично трапляється в портландцементах. При гідратації в присутності іонів кальцію та сульфат-йонів він утворює нерозчинний волокнистий мінерал еттрингіт, який забезпечує міцність у сульфоалюмінатних бетонах та/або моносульфоалюмінат та гідроксид алюмінію.
Синтетичний аналог яліміту утворюється при нагріванні тонкозернистого глинозему, карбонату кальцію та сульфату кальцію до температури 1100—1300 °C, переважно у присутності невеликих кількостей флюсових матеріалів, таких як Fe2O3. При нагріванні вище 1350 °C яліміт починає розкладатися на трикальцію алюмінат, оксид кальцію, діоксид сірки та кисень.